# Formel Micro
Formel Micro är en tävlingsklass inom karting som körs med 85 cc Raket Motor som tillverkas av Radne Motor AB. Till skillnad från Formel Mini, som bland annat också har 85 cc-motor, så har man strypning på motorn för att minska varvtalseffekten. Klassen medverkar bland annat i tävlingsserierna MKR och Norrlandscupen Man får börja köra micro det år man fyller 9år och får ej ha fyllt 14år. Micro-kartar har röda nummerskyltar.